# Sussex (paquebot)
Pour les articles homonymes, voir Sussex (homonymie).
Le Sussex était un ferry construit en 1896 pour la compagnie London, Brighton and South Coast Railway. 
En 1914, le navire est transféré à la Compagnie des chemins de fer de l'État français et passe sous pavillon français. Le Sussex est devenu le centre d'un incident international quand il a été gravement endommagé après avoir été torpillé par un U-Boot en 1916. Après la guerre, il a été réparé et vendu à la compagnie D Demetriades et devient l'Aghia Sophia. Il est détruit en 1921 à la suite d'un incendie.

## Histoire
Le Sussex a été construit en 1896 par les chantiers William Denny and Brothers de Dumbarton pour la compagnie London, Brighton and South Coast Railway afin de remplacer le Seaford, coulé en 1895 après avoir heurté le Lyon, un ferry de la même compagnie.
Le Sussex est mis en service sur la ligne Newhaven—Dieppe le 31 juillet 1896.
Le 15 mars 1912, il participe au sauvetage des naufragés du paquebot Oceana, heurté par le Pisagua.
En 1913, le Sussex est remplacé sur la ligne Newhaven—Dieppe par le Paris. Il effectue alors des excursions au départ de Brighton. Mais l'activité n'est pas rentable et le navire est désarmé. En 1914, il est vendu à la Compagnie des chemins de fer de l'État français.

### Première Guerre mondiale

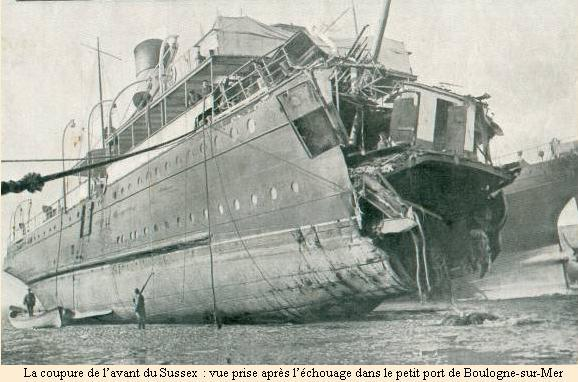
Le Sussex échoué à Boulogne après son torpillage

Pendant la Première Guerre mondiale, les navires utilisés sur la ligne de Newhaven sont utilisés comme transports de troupes.
Alors que le Sussex (commandant : Capitaine au cabotage Auguste Mouffet) effectue une traversée entre Folkestone et Dieppe, le 24 mars 1916, il est torpillé par le sous-marin UB-29 sous le commandement de Herbert Pustkuchen (de). Le navire est gravement endommagé, l'ensemble de l'étrave ayant été arrachée. Certains canots de sauvetage sont mis à l'eau, mais deux d'entre eux chavirent et plusieurs personnes se noient. Sur les 378 personnes présentes à bord (53 membres d'équipage et 325 passagers), au moins 50 personnes trouvent la mort. D'autres sources comptent entre 80 et 100 morts. Le Sussex reste à flot et il arrive au port de Boulogne-sur-Mer remorqué par un chalutier des armements Gournay-Delpierre.
Parmi les morts figurent le célèbre compositeur espagnol Enrique Granados et son épouse Amparo, Auguste Leduc (industriel Français pionnier de l'aéronautique), ainsi que le joueur de tennis irlandais Manliff Goodbody. Plusieurs passagers américains sont blessés, mais aucun n'est tué. Malgré ce fait, l'opinion publique américaine est fortement choquée, provoquant des échanges tendus entre les gouvernements américains et allemands. L'Allemagne fait la « promesse du Sussex », qui promet la suspension de sa guerre sous-marine à outrance, et des attaques de ses U-Boote contre les navires transportant des civils.
Entre le 1er janvier 1917 et 3 janvier 1917, le HMS Duchess of Montrose, le HMS Myrmidon, le HMS Nepaulin, le HMS Redcar et le HMT Security participent au sauvetage du Sussex. Il reste ensuite en France, et est utilisé par la Marine nationale au Havre.

### Après la guerre
En 1920, le Sussex est réparé en France et vendu à la compagnie D Demetriades. Il devient l'Aghia Sophia. Il est détruit en 1921 à la suite d'un incendie.